# Живко Тодоров
Живко Веселинов Тодоров е български политик и настоящ кмет на община Стара Загора от 7 ноември 2011 г.

## Биография
Роден е на 21 септември 1981 г. в гр. Стара Загора, България.

### Образование
Завършва ГПЧЕ „Ромен Ролан“, Стара Загора с английски и немски език и Софийския университет „Св. Климент Охридски“ със специалност „Европеистика“.

### Професионална кариера
Живко Тодоров е работил като експерт в изготвянето и управлението на проекти за кандидатстване по програми на ЕС в Община Стара Загора и Областната администрация в Стара Загора.
Избран е през 2009 г. за народен представител от ПП ГЕРБ, 27-и старозагорски избирателен район. Тодоров е областен координатор на партията в Стара Загора.

### Политическа дейност
От 29 юли 2009 до 5 май 2010 г. е заместник-председател на Комисията по външна политика и отбрана, като от 5 май 2010 до 2 септември 2010 г. е неин председател. От 2 септември 2010 г. до 2011 г. е член на Комисията по външна политика и отбрана.
От 4 септември 2009 до 26 януари 2011 г. е ръководител на Постоянната делегация на Народното събрание в Парламентарната асамблея на Съвета на Европа.
Внесени законопроекти: законопроект за изменение и допълнение на Конституцията на Република България, проект на Изборен кодекс.
На 30 октомври 2011 г. Живко Тодоров печели изборите за кмет на община Стара Загора, с резултат на балотажа – 67,12% от гласовете на старозагорци (41 006 валидни гласа). На длъжността кмет на община Стара Загора встъпва след полагане на клетва на 7 ноември 2011 г. по време на първата сесия на Общинския съвет на Стара Загора за мандат 2011 – 2015 година. На изборите през 2015 г. е преизбран на първи тур за кмет на града с резултат 79,04 %. През 2019 г. е избран за трети мандат с 68,63 % от гласовете на старозагорци.